# LaserPerformance
Die Firma LaserPerformance LLC ist ein US-amerikanischer Jollen-Hersteller und der weltweit größte Produzent von kleinen Segelbooten.
LaserPerformance wurde 1969 gegründet und stellt viele Segelboote her, darunter: Laser, Sunfish, Laser Pico, Bug, Laser Vago, Laser Bahia, Club FJ, Club 420, Z420, Vanguard 15, Dart 16, Funboat und Optimisten.
Den größten Erfolg hat die Firma mit den Bootsklassen ILCA 4, 6 und 7, die früher im Wettkampfsport als Laser bekannt waren. Von diesem Typ wurden bis 2020 etwa 200.000 Stück gebaut.

## Internationale Namensänderung im Regattasport
Im Zuge von Streitigkeiten um die Nutzung der Laser-Markenrechte zwischen LaserPerformance LLC und der Laser Klassenvereinigung ILCA Ende 2019 änderte World Sailing seine Bedingungen für Boote, die für olympische Wettkämpfe gefertigt werden. Seither dürfen alle Hersteller, die ein Auswahlverfahren der ILCA bestehen, den Laser fertigen.

## Weitere Bootstypen
- Laser XD: Rumpf mit mehr Klemmen und einem stärkeren Umleitsystem für Unterliekstrecker, Baumniederholer und Cunningham. Dies ermöglicht einfaches und präzises Trimmen, ist geeignet für Regatten und kann vom normalen Laser aufgerüstet werden.

- Rooster 8.1: Rigg mit 8,1 m² Segelfläche – wird seit 2007 von einem britischen Unternehmen namens Rooster Sailing entwickelt und vermarktet. Mit Stand Februar 2010 war mindestens Segelnummer 426 auf Regatten vertreten (begonnen wurde mit Segel Nummer 81). Zum Segeln des 8.1-Riggs wird zur Mastverlängerung ein Distanzstück aus Glasfaserverbundwerkstoff zwischen die Masthälften des Laser Standard Masts gesteckt. Dieses Rigg wird aber weder von der Deutschen Laser Klassenvereinigung noch von der Internationalen Laser Klassenvereinigung für Wettfahrten anerkannt. Der Rooster 8.1 hat ein eigenes Segelzeichen, welches einen roten Hahn in einem Kreis und darunter die Zahl 8.1 zeigt.[2]

## Abwandlungen
Folgende Bootstypen sind nicht von den Änderungen der Klassenvereinigung ILCA betroffen, werden aber auch teilweise trotz des Namens von anderen Firmen hergestellt:
- Laser II
- Laser Vago
- Laser Bahia
- Laser Stratos
- Laser 2000
- Laser 3000
- Laser 4000
- Laser 5000
- Laser SB3 bzw. Laser SB20
- Laser Pico
- Laser EPS